# Rudolf Kalmar senior
Rudolf Kalmar senior (* 2. Dezember 1870 in Wien; † 7. November 1939 ebenda) war ein österreichischer Journalist und Schriftsteller.

## Leben
Rudolf Kalmar war zunächst Beamter, bevor er als Journalist zuerst kurz für die Deutsche Zeitung und ab 1916 beim Deutschen Volksblatt arbeitete. Nach dessen Einstellung 1922 wurde Kalmar Leiter der ihr nachfolgenden Österreichischen Sonntags-Zeitung. Mit der Neugründung der Tageszeitung Wiener Neueste Nachrichten 1925 wechselte er zu dieser Zeitung und wurde deren Chefredakteur bzw. später ihr Chef vom Dienst.
Seine Wiener Skizzen veröffentlichte er 1919 in Buchform unter dem Titel Vater Ramsauer. Kalmar war Vizepräsident des Deutsch-österreichischen Schriftstellerverbandes sowie der Organisation der Wiener Presse.
Sein Sohn war der Journalist und Schriftsteller Rudolf Kalmar junior (1900–1974). Begraben wurde er im Familiengrab auf dem Wiener Zentralfriedhof (Gruppe 42A, Reihe 11, Nummer 26).

## Auszeichnungen
- 1931: Ehrenring der Stadt Wien

## Werk
- Vater Ramsauer. Heitere Wiener Skizzen aus der „großen Zeit“. Mit einem Vorwort von Theodor Antropp. Barth, Wien 1919.